# مقاطعة جيفرسون (جورجيا)
مقاطعة جيفرسون (بالإنجليزية: Jefferson County)‏ هي إحدى المقاطعات في ولاية جورجيا في الولايات المتحدة الأمريكية.

## أعلام
- جون ميلتون
- هويل كوب
- جيمس جاكسون